# Hayden Wilde
Hayden Wilde (født 1. september 1997) er en newzealandsk triatlet.
Han repræsenterede New Zealand ved sommer-OL 2020 i Tokyo, hvor han vandt bronze i den individuelle konkurrence.
Han vandt sølvmedalje i mændenes individuelle triatlonkonkurrence ved sommer-OL 2024 i Paris. I den mixede stafet kom det newzealandske hold bestående af Hayden Wilde, Nicole van der Kaay, Dylan McCullough og Ainsley Thorpe på 14. pladsen.